# 王又庸
王又庸（1891年10月—1963年1月9日），字平秋，江西省兴国县人。中国近代政治人物。

## 生平[1]
王又庸早年就学于赣州法政学堂，后赴日本留学，入学东京法政大学政治系，与当时留日文化圈均有互动。1925年3月21日，章衣萍、吴曙天、孙伏园曾向王又庸学习日语，故在西车站食堂设宴请客，当时邀鲁迅、黎劭西作陪。毕业后返回江西，1928年考任江西万安县县长，后任江西省民政厅秘书。1932年，经熊式辉派遣，王又庸组织县政研究会，并加入以张群、熊式辉、杨永泰等为首“新政学系”。1933年，蒋介石在第五次围剿中央苏区时，组建南昌行营，王又庸任第二厅第一组组长，建立保甲事务。1935年1月，蒋介石和杨永泰商量派贺国光率领国民政府军事委员会驻四川参谋团进驻重庆，王又庸任参谋团第二处（政治处）处长（副处长为李为伦），负责主持追缴长征红军的政治事务。7月，任江西省政府委员兼民政厅厅长。10月，任四川省政府委员兼民政厅厅长。次年7月辞职返回江西。1938年6月，任第一届国民参政会参政员。1940年12月，任第二届国民参政会参政员。1942年7月，任第三届国民参政会参政员。1944年6月，任江西省驻渝办事处处长。1945年4月，任第四届国民参政会参政员。1945年10月，跟随熊式辉赴东北，任东北行辕民政部部长。次年当选为制宪国民大会江西代表。
1948年5月，当选行宪后的立法院第一届立法委员。1949年，他领衔与52名立法委员在上海发表通电，宣布脱离国民政府，拥护中国共产党。中华人民共和国成立后，应中共中央统战部邀请到北京，长期担任文史馆馆员。1963年，在北京病逝。